# Louis-Philippe Mouchy
Louis-Philippe Mouchy (París, 31 de marzo de 1734-10 de diciembre de 1801) fue un escultor francés.

## Primeros años
Louis-Philippe Mouchy nació en 1734. Fue un estudiante de Jean-Baptiste Pigalle, se casó con la sobrina de Pigalle.  Mouchy siguió de cerca el estilo de Pigalle a lo largo de toda su carrera.  El 27 de septiembre de 1766 fue nombrado miembro provisional de la Académie royale de peinture et de sculpture y fue admitido completamente el 25 de junio de 1768.  Su obra de bienvenida fue Un Berger qui se repose (Shepherd at Rest).  Diderot describió su trabajo como "una copia bastante literal de la primera figura que se ve a la izquierda de la entrada del Palacio de las Tullerías por el Pont Royal".

## En la Academia
Mouchy hizo una estatua de Cupido tallando sus flechas en el garrote de Hércules, originalmente por Edmé Bouchardon. La copia fue instalada en un pequeño Templo del Amor redondo construido para María Antonieta de Austria por Richard Mique en el jardín del Pequeño Trianón. Mouchy colaboro con Louis-Simon Boizot (1743-1809) en estatuas para la Iglesia de San Sulpicio. Se sentía más cómodo con un trabajo realista, donde los sujetos vestían trajes del siglo XVII, que con el estilo clásico. Su figura de mármol sentada de Harpócrates, un dios antiguo, fue criticada como "endeble", con una cabeza que no parecía de un noble.
Mouchy se convirtió en asistente de un profesor en la Academia róyale, lo que le dio preferencia cuando el conde d'Angiviller estaba comisionando estatuas de destacados franceses para el estado después de que Luis XVI de Francia se volviera rey en 1774.  Solo Augustin Pajou recibió más comisiones.  Mouchy hizo Bustos de Voltairey Mauricio de Sajonia para que el marqués de Marigny decorara su jardín. Mouchy aceptó una comisión del controlador general, Joseph Marie Terray (1715-1778), por una estatua de Apolo, en representación de las artes. Debía ir acompañada de la estatua de Mercurio de Pajou, que representa el comercio. Después de que Terray murió, su colección fue subastada en enero de 1779. Ninguna de las estatuas estaban completas y había que verlas en los estudios de escultores.

El yerno de Mouchy era el pintor y grabador Philibert-Louis Debucourt. En el matrimonio, Mouchy se ofreció generosamente a proporcionarle un apartamento de tres habitaciones en el Louvre, donde Debucourt vivió durante doce años y medio. Mouchy murió en 1801.

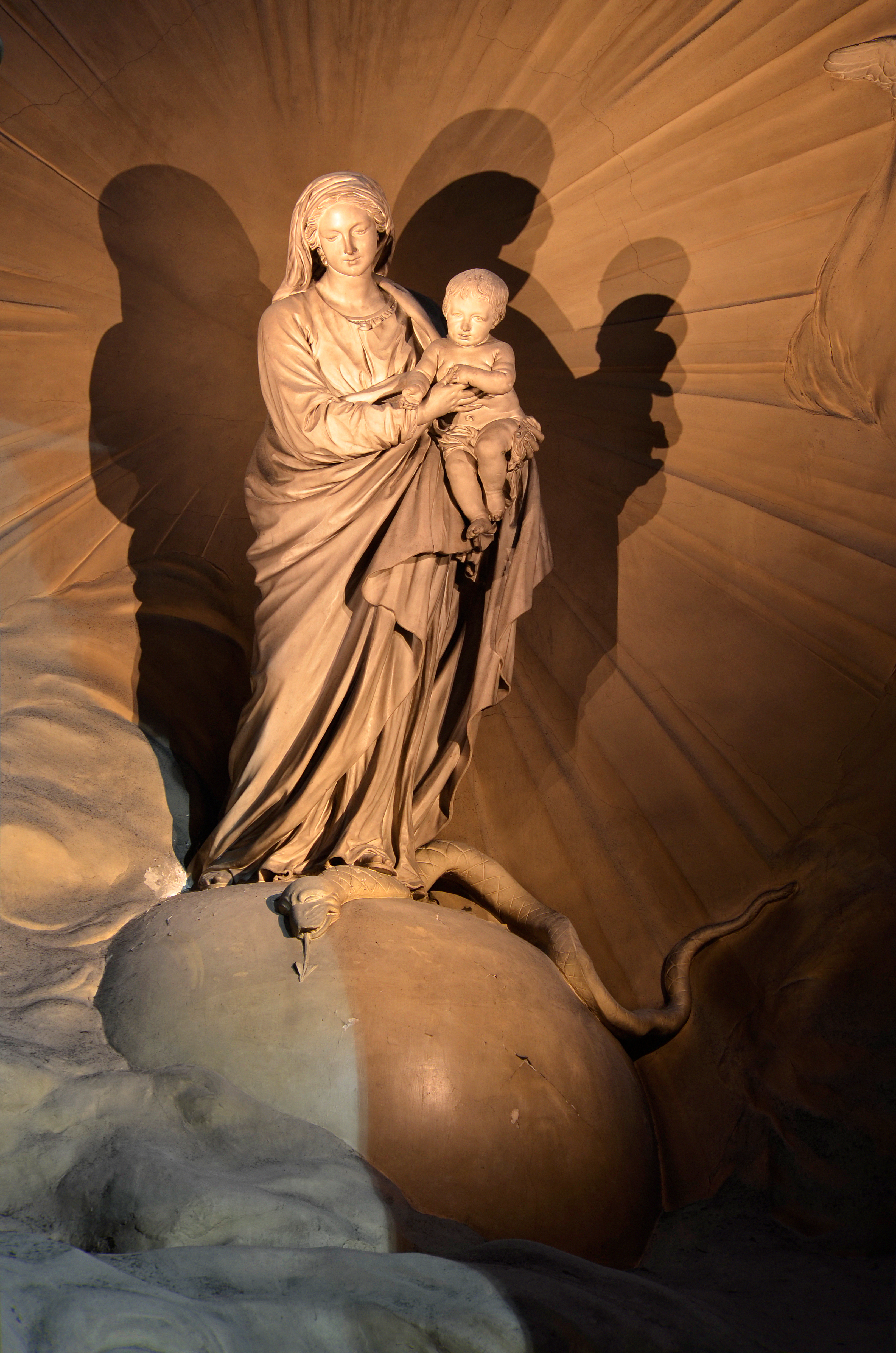
Estatua de Mary por Pigalle at Saint-Sulpice. La decoración es de Mouchy
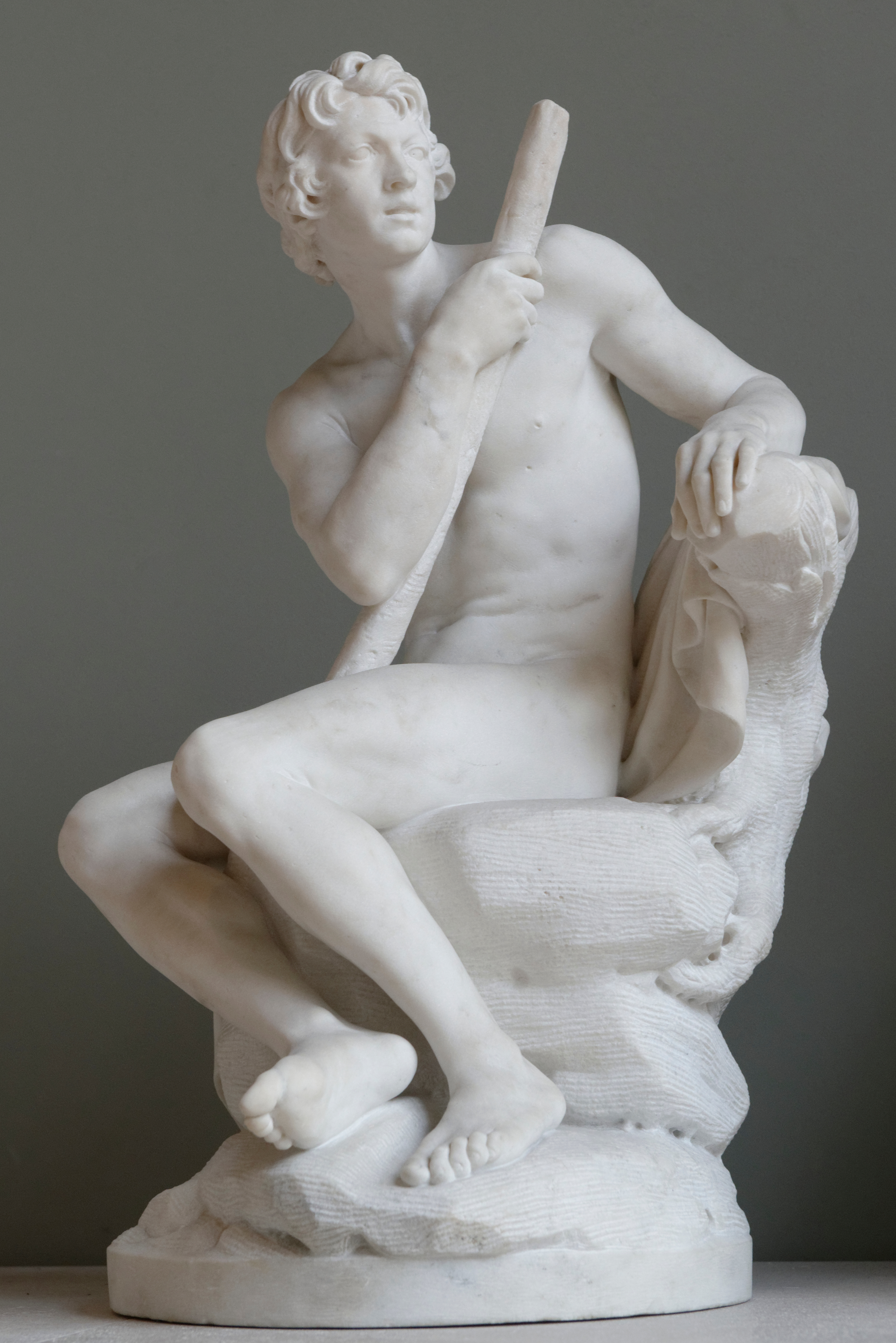
Pastor sentado, la pieza presentada por Mouchy en la academia
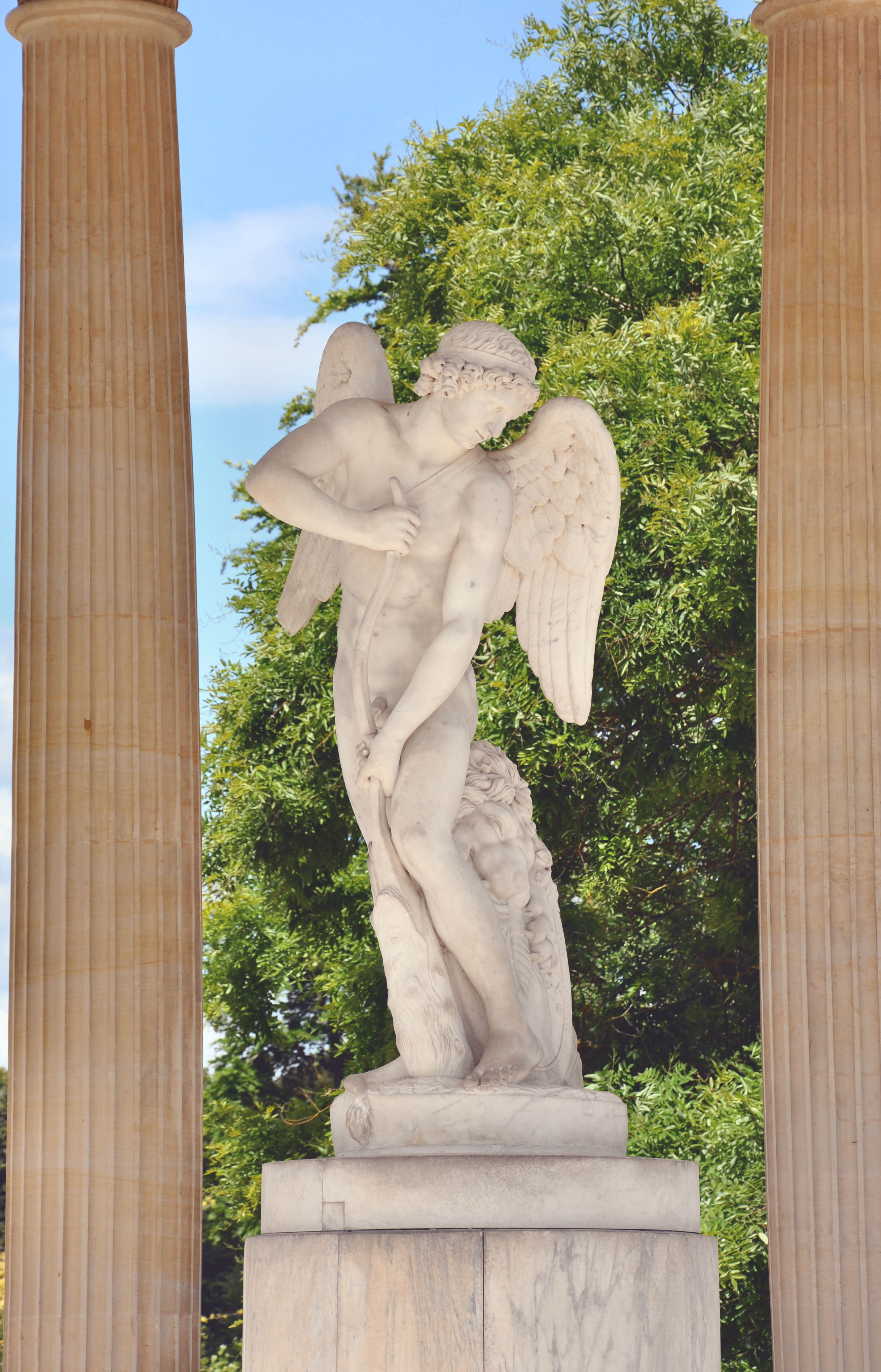
Cupido tallando sus flechas en el garrote de Hércules
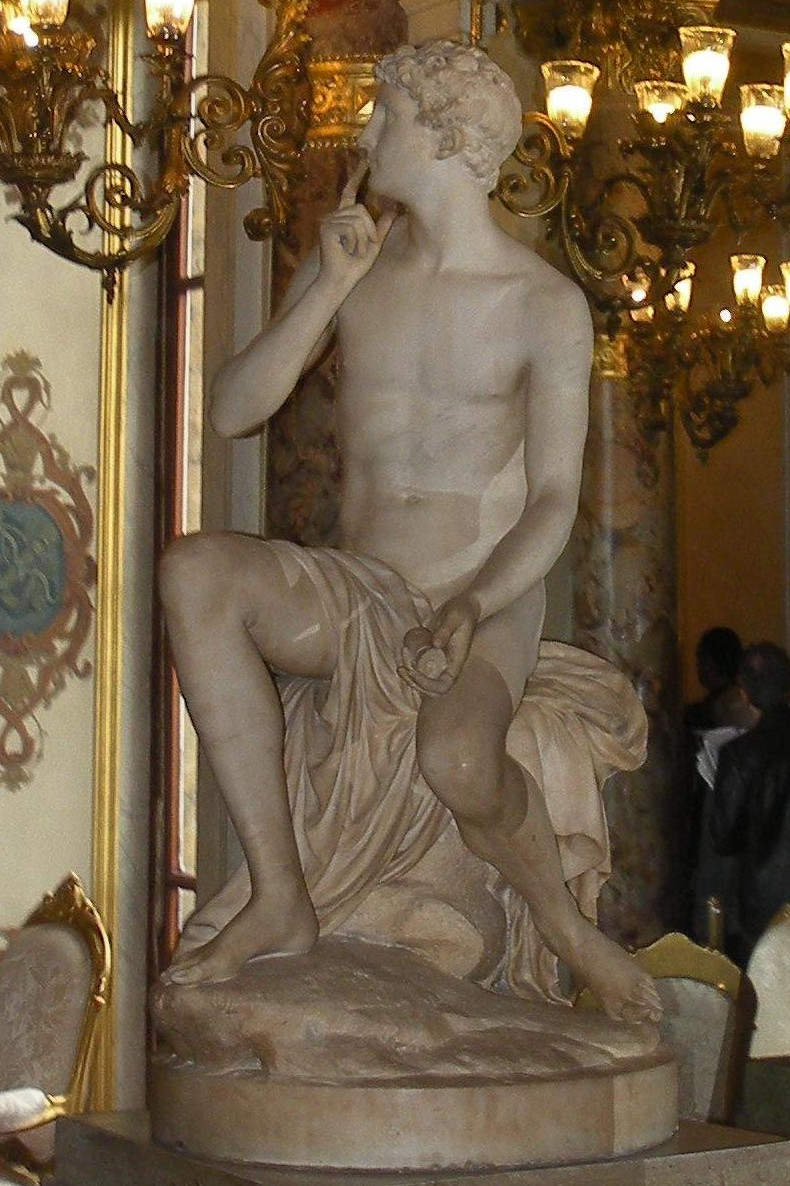
Harpocrates, dios del silencio